# Allen J. Ellender

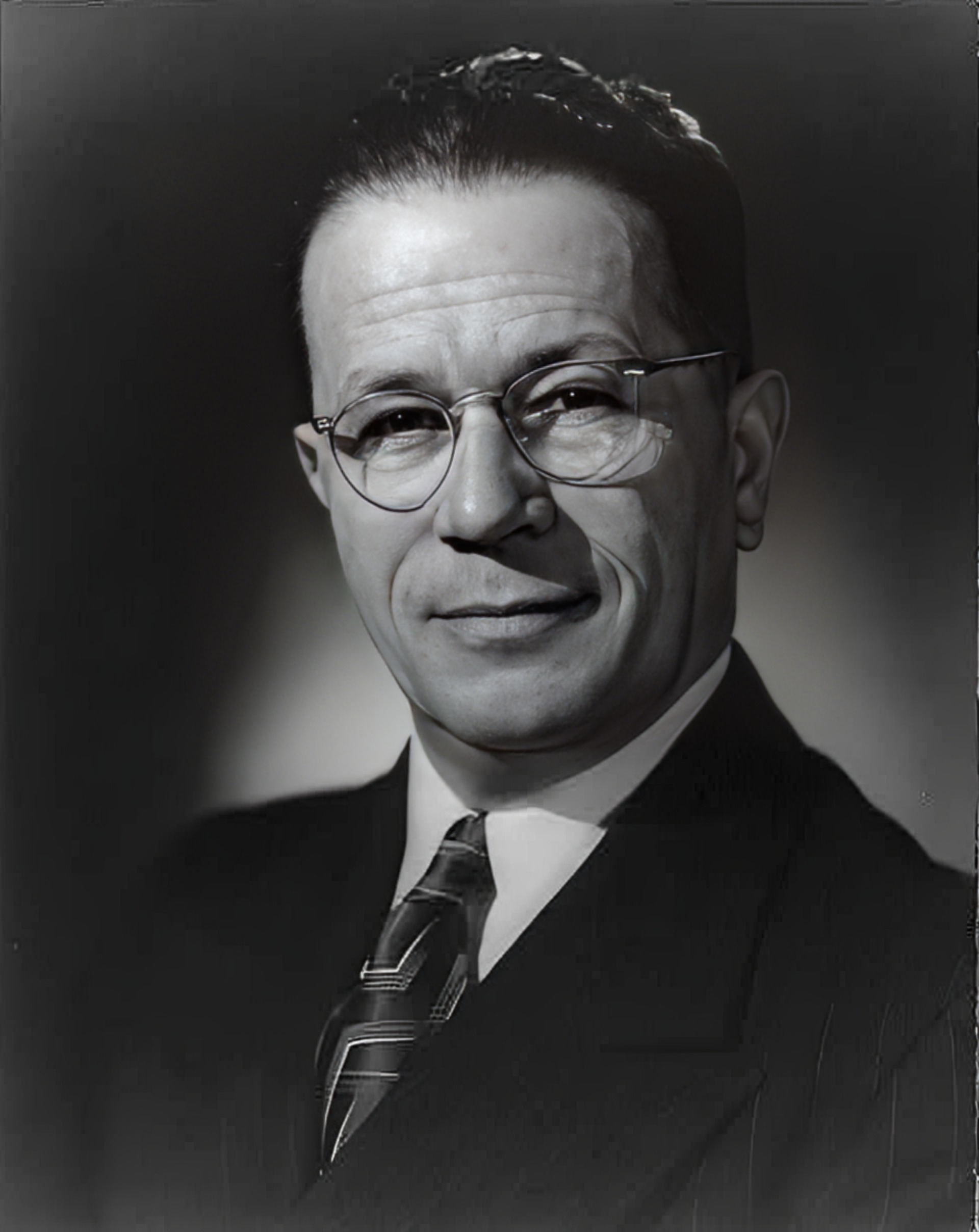
Allen J. Ellender

Allen Joseph Ellender (* 24. September 1890 in Montegut, Terrebonne Parish, Louisiana; † 27. Juli 1972 in Bethesda, Maryland) war ein amerikanischer Politiker und von 1937 bis zu seinem Tod US-Senator für den Bundesstaat Louisiana. Er war Demokrat und ein ursprünglicher Verbündeter des legendären Huey Long.

## Frühe Jahre
Allen Ellender besuchte eine öffentliche und eine private Schule. Anschließend graduierte er 1909 am katholischen St. Aloysius College (heute Brother Martin High School) in New Orleans. Danach studierte er Jura an der Tulane University in New Orleans. Seine Zulassung als Anwalt erhielt er 1913 und eröffnete dann eine Praxis in Houma.

## Politischer Werdegang
Ellender war zwischen 1913 und 1915 Staatsanwalt von Houma und danach Bezirksstaatsanwalt des Terrebonne Parish von 1915 bis 1916. Während des Ersten Weltkrieges diente er von 1917 bis 1918 im Rang eines Sergeant im US Army Artillery Corps.
Ellender nahm 1921 als Delegierter an Louisianas Verfassungskonvent teil. Die dort durch das Komitee verabschiedete Verfassung wurde dann 1974 wieder zurückgezogen, zwei Jahre nach Ellenders Tod. 1924 wurde er als Abgeordneter in das Repräsentantenhaus von Louisiana gewählt und hielt dieses Mandat bis 1936. Während dieser Zeit war er zwischen 1928 und 1932 Fraktionsführer und anschließend von 1932 bis 1936 Speaker des Hauses, als er in den US-Senat gewählt wurde.
Er nahm den Sitz ein, der bis dahin von Long gehalten wurde und eigentlich für den demokratischen Kandidaten Oscar K. Allen aus Winnfield vorgesehen war, ein. Allen verstarb, nachdem er die demokratische Nominierung mit einer Mehrheit von 200.000 Stimmen gewonnen hatte. Sein Tod ebnete den Weg für Ellenders Wahl.
Während seiner Zeit im US-Senat war Ellender Vorsitzender des Senate Agriculture Committee zwischen 1951 und 1953, sowie zwischen 1955 und 1971. In dieser Zeit war er ein starker Verfechter der Zuckerrohr-Beteiligungen der Regierung. Ferner unterschrieb er 1956, wie fast alle Senatoren aus den Südstaaten das so genannte „Southern Manifesto“, das ein Gerichtsurteil im Sinne der Rassengleichberechtigung verurteilte. Von 1971 bis zu seinem Tod hatte er auch den Vorsitz des Senate Appropriations Committee. Er hielt aber auch das Amt des Präsidenten pro tempore des Senats in den Jahren 1971 und 1972 inne.
Ellender engagierte sich zusammen mit dem liberalen Republikaner Ralph Flanders aus Vermont lautstark gegen den McCarthyismus und attackierte die Untersuchungsmethoden bezüglich des Kommunismus, die durch den republikanischen Senator Joseph McCarthy aus Wisconsin eingesetzt wurden.

## Ehrungen
Die Ellender Memorial High School in Houma und die Allen Ellender Middle School in Marrero wurden nach ihm benannt. Des Weiteren wurde Ellender posthum 1994 in die Louisiana Political Museum und Hall of Fame in Winnfield aufgenommen.

## Trivia
Ellender spricht einige Sätze zu Beginn des Films New Orleans Uncensored aus dem Jahr 1955.